# Acianthera adirii
Acianthera adirii é uma espécie de orquídea epífita, família Orchidaceae, que existe no Paraná, Brasil. Plantas de crescimento cespitoso, com caules na base recobertos por bainhas com pelos curtos. A inflorescência geralmente é mais curta que as folhas, com flores mais ou menos carnosas e pubescentes. Trata-se de planta sobre a qual não há muitas referências.

## Publicação e sinônimos
- Acianthera adirii (Brade) Pridgeon & M.W.Chase, Lindleyana 16: 241 (2001).

Sinônimos homotípicos:
- Pleurothallis adirii  Brade, Orquídea (Rio de Janeiro) 9: 21 (1946).
- Specklinia adirii (Brade) Luer, Monogr. Syst. Bot. Missouri Bot. Gard. 95: 258 (2004).